# Siro Silvestri
Siro Silvestri (Ameglia, 15 ottobre 1913 – La Spezia, 14 giugno 1997) è stato un vescovo cattolico italiano.

## Biografia
Nato nel 1913 ad Ameglia, venne ordinato sacerdote nella città di Sarzana il 31 dicembre 1937.
Il 21 luglio 1955 venne nominato vescovo di Foligno da papa Pio XII. Riceve la consacrazione episcopale il 18 settembre dello stesso anno dal cardinale Adeodato Piazza, coconsacranti Giuseppe Stella, vescovo della Spezia, Sarzana e Brugnato e Giuseppe Fenocchio, vescovo di Pontremoli.
Dopo vent'anni trascorsi in Umbria, il 3 settembre 1975 fece ritorno nella sua diocesi di origine, nominato vescovo della Spezia, Sarzana e Brugnato da papa Paolo VI.
Giunto alla Spezia, avviò un ciclo di iniziative di partecipazione e di dibattito ed intraprese un forte dialogo con la CISL nell'organizzazione di un dialogo nuovo con il mondo del lavoro.
Appena arrivato alla Spezia, si fece promotore della pubblicazione di Spezia7, un inserto domenicale del quotidiano Avvenire sulla vita della diocesi.
Sempre nel campo della comunicazione, quando nel 1977 l'abate di Santa Maria di Spezia Dino Viviani dette vita all'emittente televisiva parrocchiale, Tele Liguria Sud, seguì subito da vicino la cosa e, tre anni dopo, TLS diventava, per sua esplicita e precisa volontà, televisione diocesana.
Dimessosi dalla carica di vescovo nel dicembre 1989, si ritirò nella casa natale di Ameglia, dove trascorse gli ultimi anni. Morì il 14 giugno 1997 a La Spezia e le sue spoglie furono sepolte nella cripta dei vescovi nel sotterraneo della cattedrale di Cristo Re, da lui consacrata anni prima.
Fu un estimatore di Robert Baden-Powell e del mondo scout.
Su di lui è stato avviato un processo di canonizzazione.
In suo onore, Caritas e diocesi della Spezia-Sarzana-Brugnato istituirono un premio annuale di solidarietà sostenuto dal Lions Club di La Spezia.
A lui è intitolato il centro terapeutico psichiatrico di Rocchetta di Vara e il 6 giugno 2025 gli è stata intitolata una delle due scalinate che conducono alla Cattedrale di Cristo Re alla Spezia.

## Genealogia episcopale
La genealogia episcopale è:
- Cardinale Scipione Rebiba
- Cardinale Giulio Antonio Santori
- Cardinale Girolamo Bernerio, O.P.
- Arcivescovo Galeazzo Sanvitale
- Cardinale Ludovico Ludovisi
- Cardinale Luigi Caetani
- Cardinale Ulderico Carpegna
- Cardinale Paluzzo Paluzzi Altieri degli Albertoni
- Papa Benedetto XIII
- Papa Benedetto XIV
- Cardinale Enrico Enriquez
- Arcivescovo Manuel Quintano Bonifaz
- Cardinale Buenaventura Córdoba Espinosa de la Cerda
- Cardinale Giuseppe Maria Doria Pamphilj
- Papa Pio VIII
- Papa Pio IX
- Cardinale Alessandro Franchi
- Cardinale Giovanni Simeoni
- Cardinale Antonio Agliardi
- Cardinale Basilio Pompilj
- Cardinale Adeodato Piazza, O.C.D.
- Vescovo Siro Silvestri